# Manuel María Moreno (gobernador)
Manuel María Moreno (San Juan, 28 de enero de 1830 - íd., 21 de febrero de 1923) fue un funcionario y político argentino, que ejerció como gobernador de la provincia de San Juan entre 1880 y 1881.

## Biografía
Recibió una educación básica, y fue empleado público durante toda su vida; se inició como escribiente y durante varios años fue contador de dependencias públicas. Conocido por su eficacia en su puesto, el gobernador Camilo Rojo lo nombró juez de paz en el pueblo de Caucete, pasando el mismo año a ser jefe de policía del mismo lugar, y enseguida diputado provincial. En 1875 fue nombrado ministro de Hacienda y Fomento del gobernador Hermógenes Ruiz, y dos años después fue nuevamente diputado provincial, para ser después ministro de gobierno de Agustín Gómez.
En 1878 fue reformada la Constitución provincial, creándose el cargo de vicegobernador. Como el gobernador Gómez había sido recientemente electo para el cargo sin vice, se decidió que había elecciones únicamente para el cargo de vicegobernador. Sin demasiado apoyo, Moreno, renunció a su cargo de ministro y se postuló para vicegobernador. Considerándolo poco peligroso para sus pretensiones, el gobernador decidió apoyarlo, con lo que en las elecciones obtuvo una mayoría curiosa: 985 votos para Moreno y un único voto para su opositor, Juan Crisóstomo Albarracín.
A principios de 1880, Gómez renunció el cargo para ser elegido senador nacional. Su ambición era que el ministro de Guerra Julio Argentino Roca renunciara a su candidatura y presentarse como candidato presidencia; no obstante, guerra civil de por medio, Roca fue elegido presidente.
Moreno asumió como gobernador de San Juan en enero de 1880, poco antes de cumplir los 50 años; no obstante, siempre firmó como "vicegobernador en ejercicio". Su mandato fue un período de administración ordenada sin grandes proyectos, durante el cual se limitó a ordenar las reparticiones de gobierno y equilibrar las cuentas públicas.
Tras el término de su mandato, fue elegido gobernador su ministro de Hacienda, Anacleto Gil, y Moreno fue elegido senador provincial. Al final del mandato de Gil, en febrero de 1884, se produjo una revolución, que —aunque fracasada— incluyó el asesinato del senador Gómez y graves heridas al gobernador; durante las investigaciones del caso, los jefes opositores al gobernador electo Carlos Doncel fueron acusados de participar en la revuelta, incluidos el vicegobernador Carlos Sarmiento y el senador provincial Moreno, que fueron expulsados de sus cargos.
Durante los años siguientes volvió a ocupar cargos como empleado público, luego Contador General de la provincia, y en 1908 fue nombrado secretario privado del gobernador Carlos Sarmiento, el mismo que había sido desplazado en 1884. Más tarde fue encargado de confeccionar el Archivo General de Gobierno, y terminó su carrera como encuadernador de legajos oficiales. Nunca reclamó su jubilación como exgobernador.
Murió en San Juan en febrero de 1923.